# Грб Недићеве Србије
Грб Недићеве Србије је колоквијалан назив за грб који је једнострано користила Влада народног спаса генерала Милана Недића на централном делу територије Србије који је био под немачком окупацијом, током Другог светског рата у раздобљу 1941—1944. године.
У овом раздобљу, део централне Србије је био подручје под немачком војном окупацијом Вермахта. Врховну власт на овој територији представљала је немачка војна управа позната као Територија војноуправног команданта Србије, док су домаће колаборационистичке органе власти, подређене војној управи, чиниле две српске владе: Комесарска управа Милана Аћимовића (1941) и Влада народног спаса Милана Недића (1941—1944). Због ове друге владе, у делу литературе Србија из тог периода се назива и Недићева Србија.
Једнострани грб Недићеве Србије је доста сличан поједностављеном традиционалном грбу Краљевине Србије. Грб је представљен двоглавим белим орлом са мањом круном на црвеној позадини са спуштеним крилима, који на грудима носи мањи штит и српски крст са оцилима, док изостају плашт и љиљани. Малу круну на грбу колаборационистичке власти су додале јер су хтели да Србија буде марионетска краљевина. Док би на челу такве краљевине био принц Ђорђе Карађорђевић, сам принц је такве захтеве одбио.

## Правна регулатива
На територији војноуправног команданта Србије једини званични државни симболи били су грб и застава Нацистичке, пошто Србија није имала статус марионетске државе као друге државе које је Немачка окупирала. Зато се појављују разне варијације грба и заставе које је једнострано користила колаборационистичка Влада народног спаса у вођењу окупиране територије Србије на новцу, униформама или за друге потребе.

## Галерија
- Сто југословенских динара са стилизованим грбом Краљевине Југославије (1918–1941)
- Педесет српских динара са стилизованим грбом Србије за новчаницу у време немачке окупације (1941—1944)
- Сто српских динара са стилизованим грбом Србије за новчаницу у време немачке окупације (1941—1944)